# 10217 Richardcook
10217 Richardcook (1997 SN4) là một tiểu hành tinh vành đai chính được phát hiện ngày 27 tháng 9 năm 1997 bởi Chương trình truy vết thiên thạch gần Trái Đất JPL ở Haleakala.